# 亞美尼亞禮天主教東歐教長區
亞美尼亞禮天主教東歐教長區（拉丁語：Ordinariatus Europae Orientalis）是一個服務東歐，特別是俄羅斯、亞美尼亞、格魯吉亞和烏克蘭的亞美尼亞禮東儀天主教教友的教長區，直屬聖座。
教長區成立於1991年7月13日，教座位於亞美尼亞的久姆里。2009年有十二名司鐸、五十五個堂區、440,000名教友。現任教長為拉斐爾·方濟·米納西安。